# Месје 39
Месје 39 (М39) је расејано звездано јато у сазвежђу Лабуд које се налази у Месјеовом каталогу објеката дубоког неба.
Деклинација објекта је + 48° 25' 30" а ректасцензија 21h 31m 52,0s. Привидна величина (магнитуда) објекта М39 износи 4,6. М39 је још познат и под ознакама NGC 7092, OCL 211.